# Stazione di Ponticelli
La stazione di Ponticelli è una delle stazioni ferroviarie di Napoli, parte della ferrovia Circumvesuviana.
Si trova sulla ferrovia Napoli-Ottaviano-Sarno ed è situata nell'omonimo quartiere.

## Strutture e impianti
La stazione è dotata di quattro binari e un fabbricato viaggiatori.
Nel 2019 questa stazione è stata riqualificata esteticamente, anche grazie ad un gruppo di street artist napoletani.